# Доцетаксел
Доцетаксел (лат. Docetaxelum, англ. Docetaxel (DTX або DXL); Taxotere) — напівсинтетичний лікарський препарат, який за своїм походженням є алкалоїдом із кори тисового дерева Taxus baccata та належить до групи таксанів. Доцетаксел застосовується виключно внутрішньовенно. Доцетаксел розроблений у Франції, початково в лабораторії компанії «Rhône-Poulenc Rorer» групою дослідників під керівництвом П'єра Потьє, та був запатентований у 1986 році; пізніше, після входження «Rhône-Poulenc Rorer» до складу «Sanofi-Aventis», препарат отримав схвалення для клінічного використання у 1995 році компанією «Sanofi-Aventis» під торговельною маркою «Таксотер».

## Фармакологічні властивості

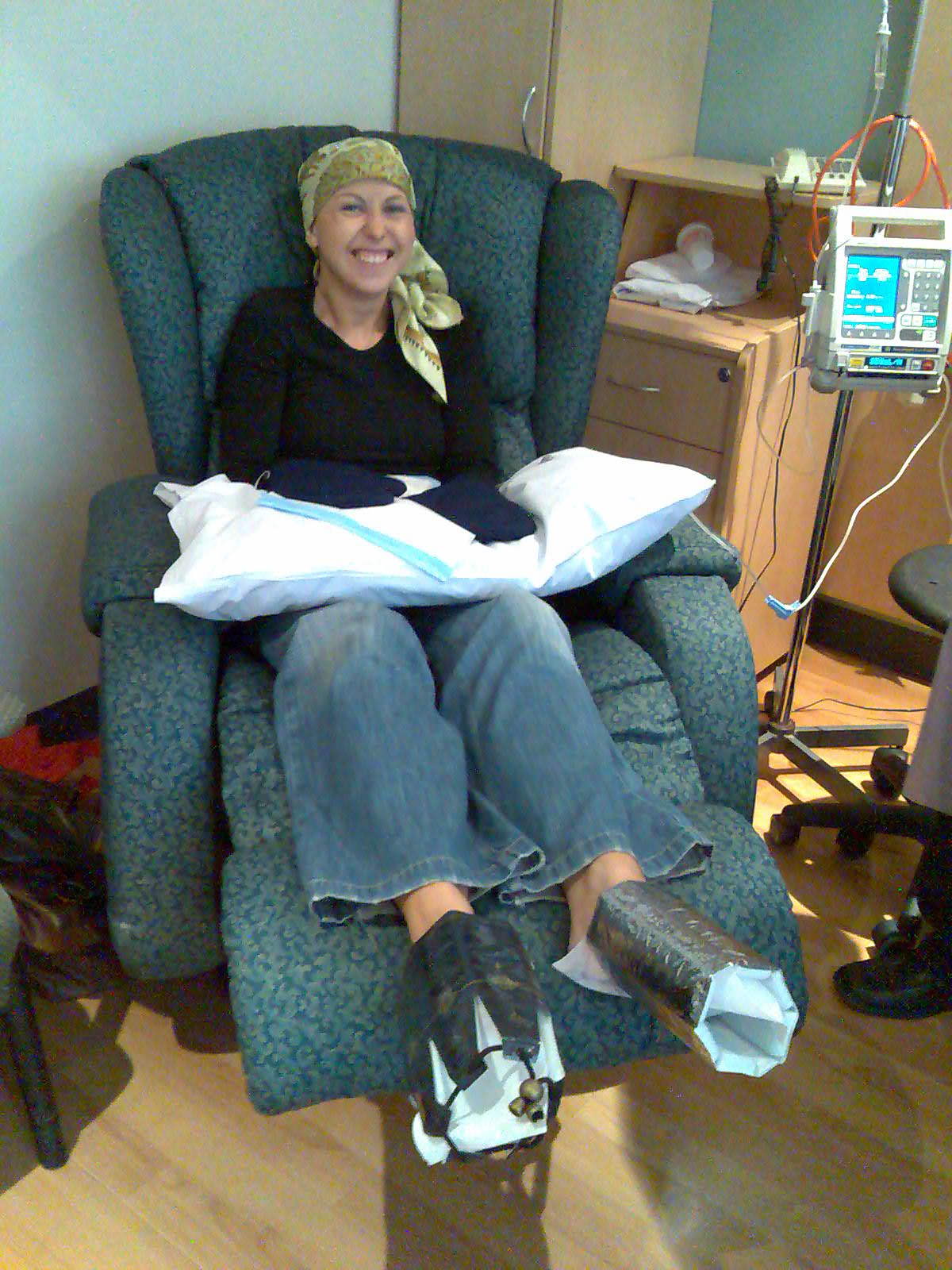
На фото жінка, яка отримує хіміотерапію доцетакселом з приводу раку молочної залози. З метою попередження токсичного ефекту препарату на нігті пацієнтки на кінцівки встановлені охоложувальні рукавички та шкарпетки.

Доцетаксел — напівсинтетичний лікарський засіб, який отримується з голок європейського тису Taxus baccata. Механізм дії препарату полягає у зв'язуванні препарату із бета-тубуліном мікротрубочок цитоплазми, що призводить до порушення процесу його деполімеризації, наслідком чого є порушення процесів динамічної реорганізації сітки мікротрубочок, що порушує функціонування внутрішньоклітинних структур, а також порушує процес мітозу. Оскільки мітотична активність більш виражена у клітин, які швидко ростуть, то доцетаксел більш активний до клітин злоякісних пухлин. Окрім цього механізму дії, доцетаксел індукує фосфорилювання білка BcL-2 та апоптоз пухлинних клітин, які його продукують. Доцетаксел застосовується у складі комбінованої терапії при раку яєчника, недрібноклітинному раку легень, раку ділянки голови та шиї; а також раку молочної залози, у тому числі з розповсюдженим раком, і з метастатичним ураженням печінки, лімфатичних вузлів та легень. Ефективність застосування при раку молочної залози доцетакселу 1 раз у три тижні є рівнозначною щотижневому застосуванні паклітакселу. Згідно з даними клінічних досліджень, доцетаксел покращує якість життя та збільшує тривалість життя при застосуванні його для лікування гормонально нечутливого раку простати. У перші десятиліття застосування доцетакселу ще не було розроблено ефективних схем застосування препарату, та не було доведено збільшення тривалості життя пацієнтів після застосування препарату, проте пізніше були розроблені схеми комбінованої хіміотерапії із застосуванням доцетакселу, які значно підвищили ефективність лікування різних форм раку, та значно підвищили тривалість життя пацієнтів. Оскільки доцетаксел є цитотоксичним хіміотерапевтичним препаратом, при його застосуванні часто спостерігаються побічні ефекти, найхарактернішими з яких є гематологічні побічні ефекти, а також характерні зміни нігтів (оніхолізис), для запобігання якому використовують спеціальні охолоджувальні рукавички та шкарпетки.

### Фармакокінетика
Біодоступність доцетакселу при пероральному застосуванні при стандартному прийомі становить у середньому лише 8 %, проте при застосуванні доцетакселу сумісно із циклоспорином біодоступність першого з них зростає у середньому до 90 %, проте препарат застосовується виключно внутрішньовенно. Після внутрішньовенного введення динаміка концентрації доцетакселу в плазмі крові має трифазний характер, із періодом напіввиведення у 4 хвилини, 36 хвилин та 11,4 години із плазми відповідно у кожній фазі. Препарат створює високі концентрації у більшості тканин та органів. Доцетаксел добре (більш ніж на 90 %) зв'язується з білками плазми крові. Препарат метаболізується у печінці із утворенням неактивних метаболітів. Виводиться препарат із організму переважно з калом, а також частково із сечею, переважно у вигляді метаболітів, частково в незміненому вигляді. Термінальний період напіввиведення препарату становить 86 годин. При порушенні функції печінки час напіввиведення препарату може збільшуватися.

## Показання
Доцетаксел застосовується для лікування раку яєчника, раку молочної залози, недрібноклітинному раку легень, раку області шиї та голови.

## Побічна дія
При застосуванні доцетаксела побічні ефекти спостерігаються досить часто, найчастіше спостерігаються гематологічні побічні ефекти — лейкопенія, нейтропенія, анемія, тромбоцитопенія; часто нудота і блювання; також часто спостерігається ураження нігтів аж до їх руйнування (оніхолізис). Іншими побічними ефектами доцетаксела є:
- Алергічні реакції та з боку шкірних покривів — висипання на шкірі, свербіж шкіри, бронхоспазм, десквамація шкіри.
- З боку травної системи — діарея, стоматит, зниження апетиту, запалення слизових оболонок травного тракту, асцит, підвищення рівня білірубіну в крові, підвищення рівня активності ферментів печінки в крові, вкрай рідко — некроз печінки та печінкова енцефалопатія.
- З боку нервової системи та опорно-рухового апарату — парестезії, гіперестезії, слабість у м'язах, артралгії та міалгії.
- З боку серцево-судинної системи — артеріальна гіпотензія, порушення ритму, периферичні набряки.
- Місцеві побічні ефекти — флебіт, гіперемія шкіри, гіперпігментація шкіри, інфільтрація на шкірі.

## Протипокази
Доцетаксел протипоказаний при підвищеній чутливості до препарату, при вираженій нейтропенії, виражених порушеннях функції печінки, вагітності та годуванні грудьми.

## Форми випуску
Доцетаксел випускається у вигляді концентрату для приготування розчину для внутрішньовенних інфузій у флаконах по 0,5; 1; 2; 3; 5; 6; 7; 8; 10; 15 та 16 мл; розроблена також нова форма препарату без використання етанолу як розчинника у концентратах для приготування інфузійного розчину доцетакселу.